# L'Ours Paddington (série télévisée d'animation)
Pour l’article homonyme, voir Ours Paddington.
L'Ours Paddington (Paddington) est une série télévisée d'animation britannique diffusée du 5 janvier 1976 au 18 avril 1980 sur BBC One.
En France, la série est diffusée à partir du 28 janvier 1981 sur FR3. Au Québec, des segments sont diffusés dès septembre 1977 dans Bobino à la Télévision de Radio-Canada, et plus tard mentionnés dans le télé-horaire dès novembre 1983 dans Fais dodo sur TVJQ, puis dans un format de 15 minutes dès le lancement de Canal Famille en septembre 1988.

## Genèse et production
Basée sur les livres de l'écrivain britannique Michael Bond parus de 1958 à 2012, la série est scénarisée par l'auteur lui-même. Le narrateur (voix off) est le comédien Michael Hordern, qui prête également sa voix à tous les personnages de la série.
L'ours Paddington est une marionnette animée image par image dans un environnement tridimensionnel, tandis que les autres personnages sont composés de papier.

## Voix françaises
- Roger Carel
- Micheline Dax
- Gérard Hernandez

## Musique
- Jean Musy